# Cornelio Aguirre
Cornelio Aguirre Arteaga (Chacas, 21 de noviembre de 1932 - Lima, 20 de abril de 2016) fue un empresario minero, filántropo y político peruano, vicegobernador regional de Áncash entre 1990 y 1991, alcalde de Chacas en 2 oportunidades (1956-1958 y 1964-1966) y miembro fundador de la provincia de Asunción en la región Áncash. 

## Biografía
Nació en Chacas en 1932, hijo del empresario minero y alcalde de Chacas, Cornelio Aguirre Briceño, natural de Olleros y de la dama María Arteaga. Su padre descubrió una de las vetas mineras más ricas de la región en la década de 1920, fundando la corporación minera Toma La Mano, que sigue en operación en la quebrada Honda.

### Vida política
Integró las filas del partido Acción Popular y fue elegido alcalde del entonces distrito de Chacas con solo 21 años en 1956. En 1958, tras un año de gestiones, el municipio de Chacas, liderado por Cornelio Aguirre, consiguió que el Congreso destinara una partida de 150.000 soles (6 - 7 millones actuales) con el fin de restaurar el Santuario de Mama Ashu y homenajear al prócer de la independencia, Francisco Aráoz de La Madrid, sepultado en el templo. La comisión gestionó la construcción de una placa y tumba conmemorativa y la restauración de la estructura del templo, que lucía sumamente deteriorado tras una serie de terremotos y la antigüedad de su arquitectura que databa del siglo XVI. El trabajo tardó 11 años en concluirse, participando en él toda la población chacasina mediante faenas comunales. Se reconstruyeron las dos torres, se restauró el interior y se remodeló el malecón.
Fue nuevamente alcalde distrital entre 1964-1966, gestión durante la cual, logró la creación del Colegio Amauta Atusparia de Chacas junto a los ciudadanos Pedro Rodríguez Cunza, Manuel Mendoza García, Francisco Huertas Handabaka, Ricardo Cáceres Ramírez, Reinaldo Bello Bernal y Marco Díaz Cerna.

En 1983, su amistad con el entonces presidente de la república, Fernando Belaúnde Terry, fue clave para la creación de la Provincia de Asunción en diciembre del mismo año. A pedido expreso de Belaúnde, postuló como alcalde de la nueva provincia en 1984 siendo elegido por unanimidad; sin embargo, un error con las actas de escrutinio impidió que ocupara el sillón municipal, haciéndolo en su lugar, su teniente alcalde Róbinson Ayala Gride.
En 1990 fue elegido vicepresidente de la región Áncash bajo la presidencia del rector de la UNASAM, Jaime Minaya Castromonte.

### Filantropía

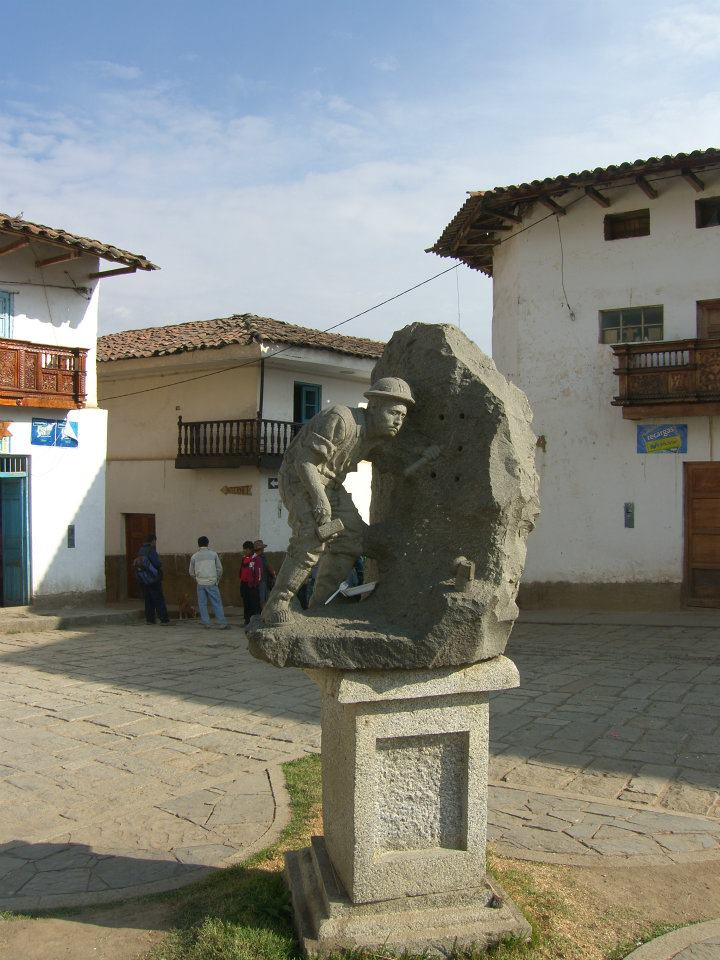
La estatua del barretero minero y el flanco norte de la plaza mayor de Chacas fueron donados por los Aguirre en 2005.

En 1987, donó gran parte del terreno sobre el que se construiría el hospital Mama Ashu de Chacas. Así mismo, fue benefactor de numerosas comisiones encargadas de gestionar en pro del desarrollo de su provincia natal, donando parte de su patrimonio en viajes y estadía de chacasinos que viajaban a Lima para gestionar obras a favor de su tierra. A su peculio se debe la construcción del paseo peatonal con una escultura del flanco norte de la plaza de armas de Chacas y el primer piso de su residencia en la misma plaza para el Centro Cultural Cornelio Aguirre Briceño que estuvo abierto durante sus últimos años de vida.
Fue reconocido como hijo predilecto por la municipalidad provincial de Asunción, y con la medalla de honor de la región Áncash en 2014.